# تاروندیا
تاروندیا (به لاتین: Tarundia Union) یک منطقهٔ مسکونی در بنگلادش است که در ایشرگانج واقع شده‌است. تاروندیا ۲۷٫۳۲ کیلومتر مربع مساحت و ۳۲٬۲۸۹ نفر جمعیت دارد.